# Quốc gia cổ trong lịch sử Việt Nam
Trên lãnh thổ của nước Việt Nam hiện đại, đã từng có mặt các vương quốc cổ và tiểu quốc cổ khác đã bị diệt vong:
- Việt Thường: (? TCN - ? TCN) ở Bắc Trung Bộ.
- Chăm Pa: (192 - 1832) ở miền Trung.
- Phù Nam: (1 - 630) ở miền Nam.
- Chân Lạp: (717 - 877)  ở miền Nam.
- Tiểu quốc Bồn Man: (1369 - 1478) ở vùng phía tây Bắc Trung Bộ và Tây Bắc
- Tiểu quốc Jarai: ở vùng bắc Tây Nguyên
- Tiểu quốc Adham: ở vùng trung Tây Nguyên
- Tiểu quốc Mạ: ở vùng nam Tây Nguyên
- Vương quốc Sedang: (1888 - 1890) ở Tây Nguyên.

## Nghi vấn
- Quốc gia của người Tây Âu xuất hiện trong truyền thuyết của người Việt lẫn người Choang.